# Historia Plantarum Rariorum
Historia Plantarum Rariorum (abreviado Hist. Pl. Rar.) es un libro con ilustraciones y descripciones botánicas que fue escrito por el botánico inglés John Martyn y publicado en Londres en el año 1728-1737. Fue editado en alemán en 1752-54; y reeditado en 1797 con el nombre de Abb. Beschr. Gewächse.